# Antikleia (Tochter des Autolykos)
Antikleia (altgriechisch Ἀντίκλεια Antíkleia) ist eine Frauengestalt der griechischen Mythologie.
Antikleia war die Tochter des Autolykos und der Amphithea, Gemahlin des Laertes und die Mutter von Odysseus und Ktimene. Laertes war der Vater des Odysseus, der damit Arkeisios zum Großvater väterlicherseits hatte.
Eine andere, später aufgekommene Genealogie machte aber Sisyphos, den Sohn des Aiolos, zu Odysseus’ Vater. In diesem Zusammenhang erzählt eine Sagenversion, dass es Autolykos, der ein Meisterdieb war, nicht gelungen sei, auch das Vieh des Sisyphos unerkannt zu stehlen, worauf er diesen zum Gastfreund gemacht habe; Sisyphos habe jedoch Antikleia verführt, die schwanger geworden und danach von ihrem Vater mit Laertes verheiratet worden sei und den Odysseus geboren habe. Nach einer anderen Variante befand sich Antikleia auf dem Weg von ihrer Heimat Arkadien nach Ithaka zu ihrer Hochzeit mit Laertes, als sie sich dem Sisyphos hingab. Tragödiendichter erwähnten öfters Sisyphos’ angebliche Vaterschaft.
Über die Umstände von Odysseus’ Geburt berichtete Silenos von Chios, dass Antikleia auf einem Spaziergang am Berg Neriton auf Ithaka von einem heftigen Unwetter überrascht worden sei und vor Schreck ihren Sohn geboren habe. Dieser soll nun seinen Namen von Zeus, „der es regnen lässt“ (Διὸς ὕσαντος Diós hýsantos), bekommen haben. Der Kallimachos-Schüler Istros verlegte dagegen Odysseus’ Geburt nach Böotien; Laertes habe Antikleia von ihrem Vater Autolykos abgeholt und sie habe nahe dem Ort Alalkomenai Odysseus zur Welt gebracht.
Als Odysseus wegen seiner Teilnahme am Trojanischen Krieg und seinen anschließenden langen Irrfahrten schon sehr lange von daheim abwesend war, starb Antikleia aus Sorge um ihren Sohn. Laut Hyginus Mythographus habe sie falsche Nachrichten über ihren Sohn erhalten und sich deshalb umgebracht. Eustathios von Thessalonike führt dazu aus, dass Nauplios aus Rache für die auf Odysseus’ Betreiben erfolgte Tötung seines Sohnes Palamedes das Gerücht ausstreute, dass Odysseus tot sei, woraufhin Antikleia sich erhängte; Penelope sei von Nauplios ins Meer geworfen, aber von Enten gerettet worden.
Als Odysseus die Zauberin Kirke verließ und nach einer Seereise zum Eingang des Hades kam, brachte er eine Totenspende dar. Zu den Schatten der Verstorbenen, die zur Opfergrube herankamen, gehörte auch jener Antikleias. Doch Odysseus hielt seine Mutter wie auch alle anderen Schatten zunächst fern, bis der Geist des Sehers Teiresias erschienen war und aus der Grube getrunken hatte, weil er dessen Wahrspruch zur Bewerkstelligung seiner Heimkehr erwartete. Dann ließ er Antikleia etwas von dem Blut der Opfertiere trinken und erfuhr von ihr, dass Penelope noch immer auf ihn warte und Laertes sich vom Hof zurückgezogen habe. Der griechische Maler Polygnot gab diese Szene auf einem Gemälde in Delphi wieder.